# Dawa Gyeltshen
Dawa Gyeltshen (7 giugno 1986) è un calciatore bhutanese, attaccante del Thimphu City e della nazionale bhutanese.

## Carriera

### Club
Gioca per 10 anni, dal 2005 al 2015 al Transport United, con cui ha vinto per tre volte il campionato. Nel 2015 passa al Thimphu City, con il quale vince un altro campionato nazionale nel 2016.

### Nazionale
Debutta in nazionale il 14 aprile 2009, in Filippine-Bhutan.

## Palmarès

### Club

#### Competizioni nazionali
- Campionato bhutanese: 5

Transport United: 2005, 2006, 2007
Thimphu City: 2016